# Тит Вергіній Трікост Рутіл
Тит Вергі́ній Тріко́ст Руті́л (лат. Titus Verginius Tricostus Rutilus, ? — 463 до н. е.) — політичний, державний і військовий діяч часів ранньої Римської республіки, консул 479 року до н. е.

## Життєпис
Походив з патриціанського Вергініїв. Син Прокула Вергінія Трікоста Рутіла, консула 486 року до н. е., брат Авла Вергінія Трікоста Рутіла, консула 476 року до н. е.
У 479 році до н. е. Тита Вергінія було обрано консулом разом з Цезоном Фабієм Вібуланом. На цій посаді консули намагалися замирити патриціїв з плебеями, але марно. Цезон Фабій розпочав війну проти еквів, а Тит Вергіній проти Вейї, де потрапив у складне становище. Втім Цезон Фабій надав йому допомогу й змусив вейянців припинити грабування римської території.
463 року до н. е. Тит Вергіній помер від якоїсь морової хвороби, ймовірно чуми, будучи на той час авгуром.